# Sochi
Sochi ([ˈsot͡ɕɪ]ⓘ en ruso: Со́чи) es una ciudad de Rusia ubicada en el krai de Krasnodar, cerca de la frontera con la República de Abjasia. Se sitúa entre las montañas nevadas del Cáucaso y el mar Negro, con una población de 443 644 habitantes en 2019.
Es el centro administrativo de la unidad municipal de la ciudad-balneario de Sochi.

## Características

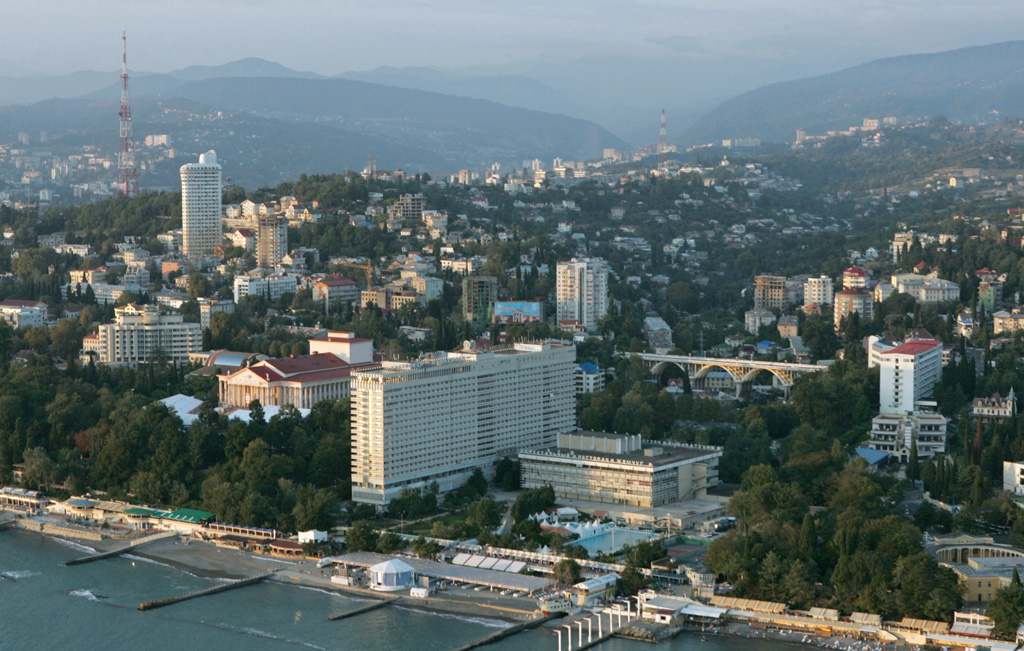
Vista de la zona central de la localidad.

En 1838 se fundó el fuerte de Navaguinskoye, el cual se convirtió en la ciudad de Sochi desde 1896. A comienzos del XX, Sochi se volvió popular como centro vacacional, alcanzando tanto prestigio durante la época soviética que Iósif Stalin instaló su dacha favorita en las cercanías de la ciudad.
La ciudad es uno de los lugares turísticos más importantes de Europa. Más de cuatro millones de visitantes llegan cada año a los complejos turísticos de Sochi, debido a su clima templado, su vegetación subtropical, las lagunas con minerales (consideradas sanatorias) y a las bellas playas de arena junto al mar Negro. Existen plantaciones de té, consideradas las más septentrionales del continente y en las cercanías se ubica el Patrimonio de la Humanidad del Cáucaso Occidental, así como el Instituto de Investigación de Silvicultura de Montaña y Dendrarium de Sochi. También, en la ciudad se realiza anualmente, el festival de cine Kinotavr.
El deporte es un ámbito importante de la vida de los habitantes de Sochi. La escuela de tenis de la ciudad ha sido el origen de grandes deportistas, como María Sharápova y Yevgueni Káfelnikov. El 4 de julio de 2007, Sochi fue elegida como sede de los Juegos Olímpicos de Invierno de 2014, derrotando a las ciudades de Pieonchang y Salzburgo.
En 2018 la ciudad fue una de las sedes del Campeonato Mundial de Fútbol Rusia 2018.

## Historia

### Etimología
El nombre de la ciudad y del río pueden provenir de la denominación de la etnia que ocupaba el territorio al norte de Ádler, los sochi, según el relato de Evliya Çelebi que pasó por la zona en 1641.

### Prehistoria

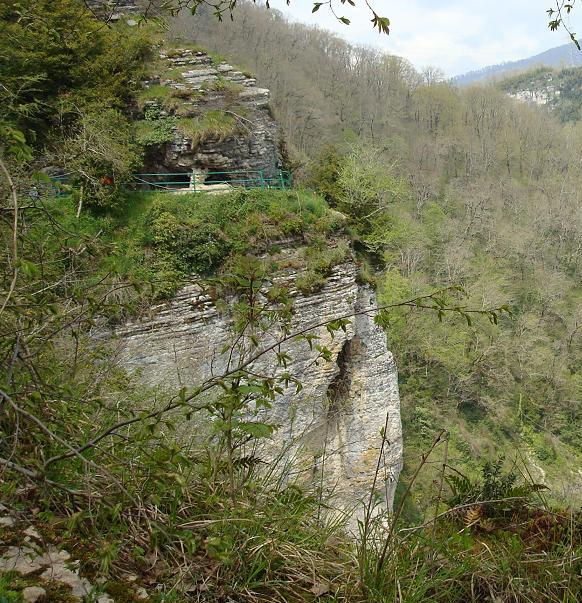
Cueva de Ajshtyr.

Sobre la base de los hallazgos de instrumentos de sílex en los alrededores de Sochi se estima que el primer poblamiento se dio por individuos de la cultura achelense inicial procedentes de Asia Menor a través de Cólquida, hace 400 000 a 350 000 años. En los alrededores de Josta, en ambas orillas del curso bajo del río Mzymta y en la derecha del río Psou se han hallado las estructuras de habitación más antiguas. El yacimiento más famoso de la zona es la cueva de Ajshtyr poblada hace 250 000 años.
En el III milenio a. C. la zona fue habitada por individuos de la cultura de Maikop y de la cultura de los dólmenes del Cáucaso Occidental durante más de mil años. Según fuentes asirias de los siglos VIII a. C. y VII a. C., los cimerios invadieron la región.

### Desde la Antigüedad a inicios delsigloXIX

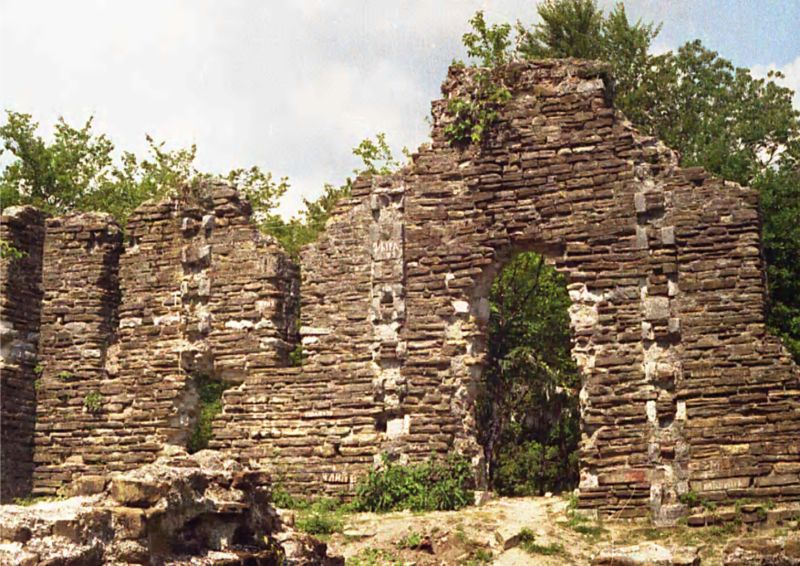
Iglesia bizantina de Loó.

El reino de Georgia de la reina Tamar, hacia el 1200.

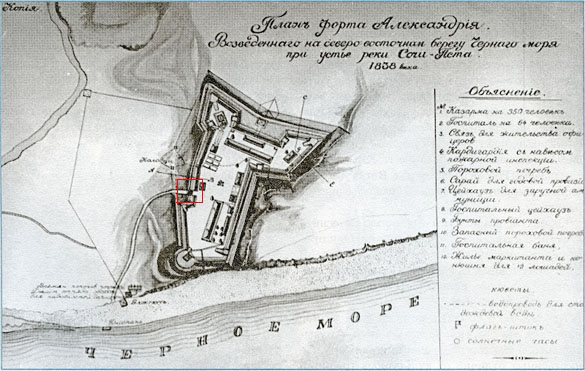
Plano del fuerte Aleksandrévskoye (1838).

Tras una serie de guerras entre el Imperio bizantino y el Imperio sasánida, con malos resultados para el primero, el emperador Justiniano firmó un tratado en 562 por el que se le reconocía el control de Lázica a cambio de un tributo. La tradición atribuye la cristianización de la zona a Justiniano, pero en realidad esta ocurrió algo antes, como atestigua la firma del obispo Damián de la eparquía de Ziji en 526. La influencia bizantina continuó hasta la primera mitad del siglo VIII.
En la segunda mitad de ese siglo el Imperio bizantino se vio forzado a reconocer el reino de Egrisi-Abjasia, sin perder su influencia política. En 844, Bizancio, tratando de recuperar el dominio sobre el principado abjasio, dirigió contra él por mar un ejército numeroso. Sin embargo la flota bizantina fue azotada por una tormenta y los hombres que consiguieron desembarcar sufrieron una derrota en la orilla, perdiéndose 40 000 hombres y poniéndose fin a las tentativas bizantinas de avasallar al principado abjasio. Durante esta época en la que el área perteneció sucesivamente a los reinos cristianos de Egrisi y Abjasia que construyeron una docena de templos dentro de los límites de la ciudad. se desarrolló en la zona la arquitectura bizantina cristiana, erigiéndose una docena de templos en los límites de la ciudad entre los siglos VI y XIII (el periodo más activo es entre los siglos X y XII). Son un ejemplo las iglesias de Josta, Lesnoye, Kashtany, Loó (el muro norte), o el monte Ajún.
Tras la muerte sin descendencia del rey Teodosio III el Ciego en 978, el reino pasó a Bagrat III, que unificó el Reino de Georgia. La época de David IV el Constructor así como la de Tamara y la de su hija Rusudán se caracterizaron por la construcción de templos en la zona en un esfuerzo por hacer llegar el cristianismo a los adigueses. En esta labor también ejerció una influencia notable la eparquía del Principado de Tmutarakan. Los asentamientos cristianos a lo largo de la costa fueron destruidos por los invasores köktürks, jázaros, cumanos y otros imperios nómadas cuyo control sobre la región era escaso. En el área de Sochi la República de Génova creó colonias comerciales (Ádler y Josta o Kostha) en los siglos XIII y XIV. El centro de la actividad comercial era Caffa, en la península de Crimea.
Del siglo XV en adelante, la costa fue controlada por los clanes montañeses locales, nominalmente bajo la soberanía del Imperio otomano, que fue su principal socio comercial en el mundo musulmán. La costa fue cedida a Rusia en 1829 como resultado de la guerra ruso-turca, pero los rusos no tenían conocimientos detallados del área hasta que el barón Fiódor Tornau investigó en secreto la ruta costera de Gelendzhik a Gagra y a través de las montañas a Kabardia en la década de 1830.

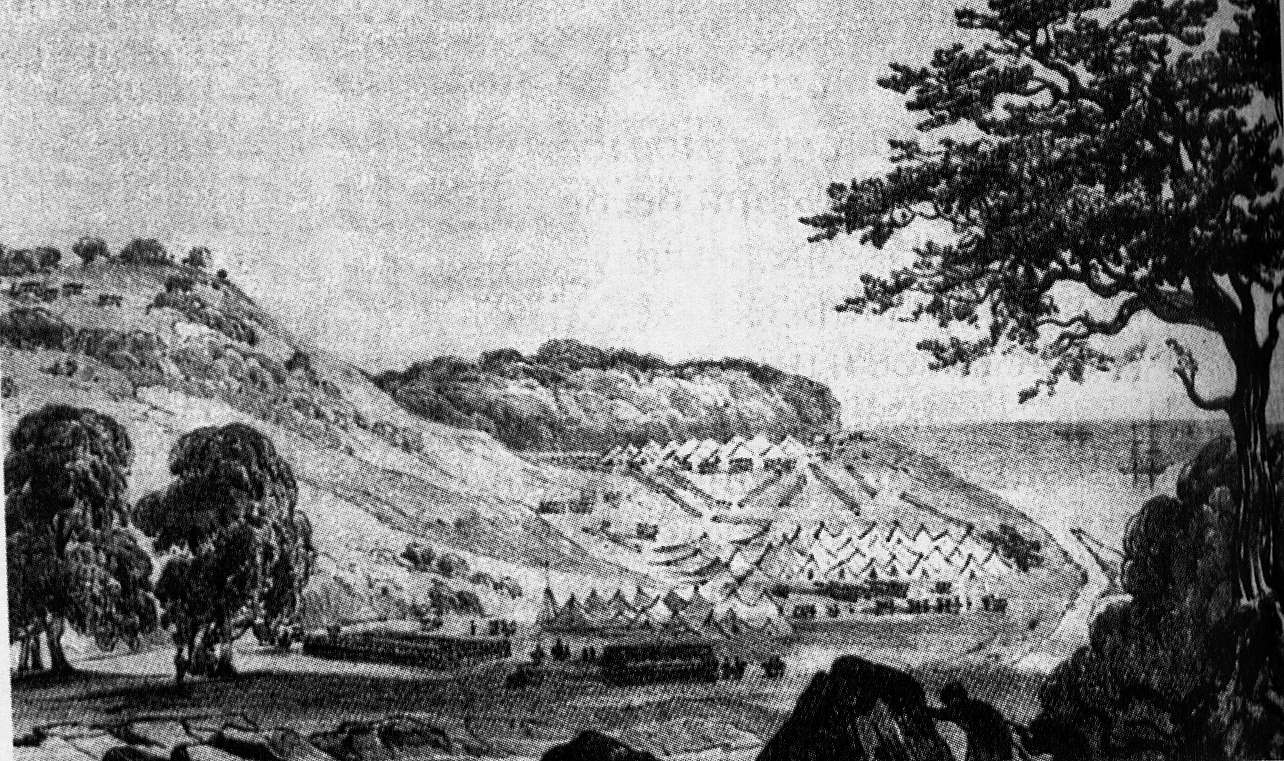
Campamento ruso en la desembocadura del río Sochi.

En 1838, el fuerte Aleksandrevskoye, renombrado Navaguinski al año siguiente, fue fundado en la boca del río Sochi como parte de la Línea Costera del Mar Negro, una cadena de fortificaciones establecidas para proteger el área de las recurrentes incursiones circasianas. En el comienzo de la Guerra de Crimea, la guarnición fue evacuada de Navaguinski a fin de evitar su captura por los turcos, que desembarcaron en el cabo Ádler poco después.
Con el fin de la guerra, la mayor parte de los circasianos se trasladaron al Imperio otomano, dejando el litoral enormemente despoblado. Como la costa estaba siendo repoblada por rusos, armenios y griegos, el fuerte abandonado fue reconstruido en 1864 bajo el nombre de Dajovski, o Dajovski Posad (como fue conocido desde 1874). En 1896, el floreciente asentamiento fue incorporado a la Gobernación del Mar Negro y adquirió su nombre actual, que se refiere al río de la zona. Se le otorgaron derechos municipales a Sochi en 1917.

### Guerra civil y Unión Soviética

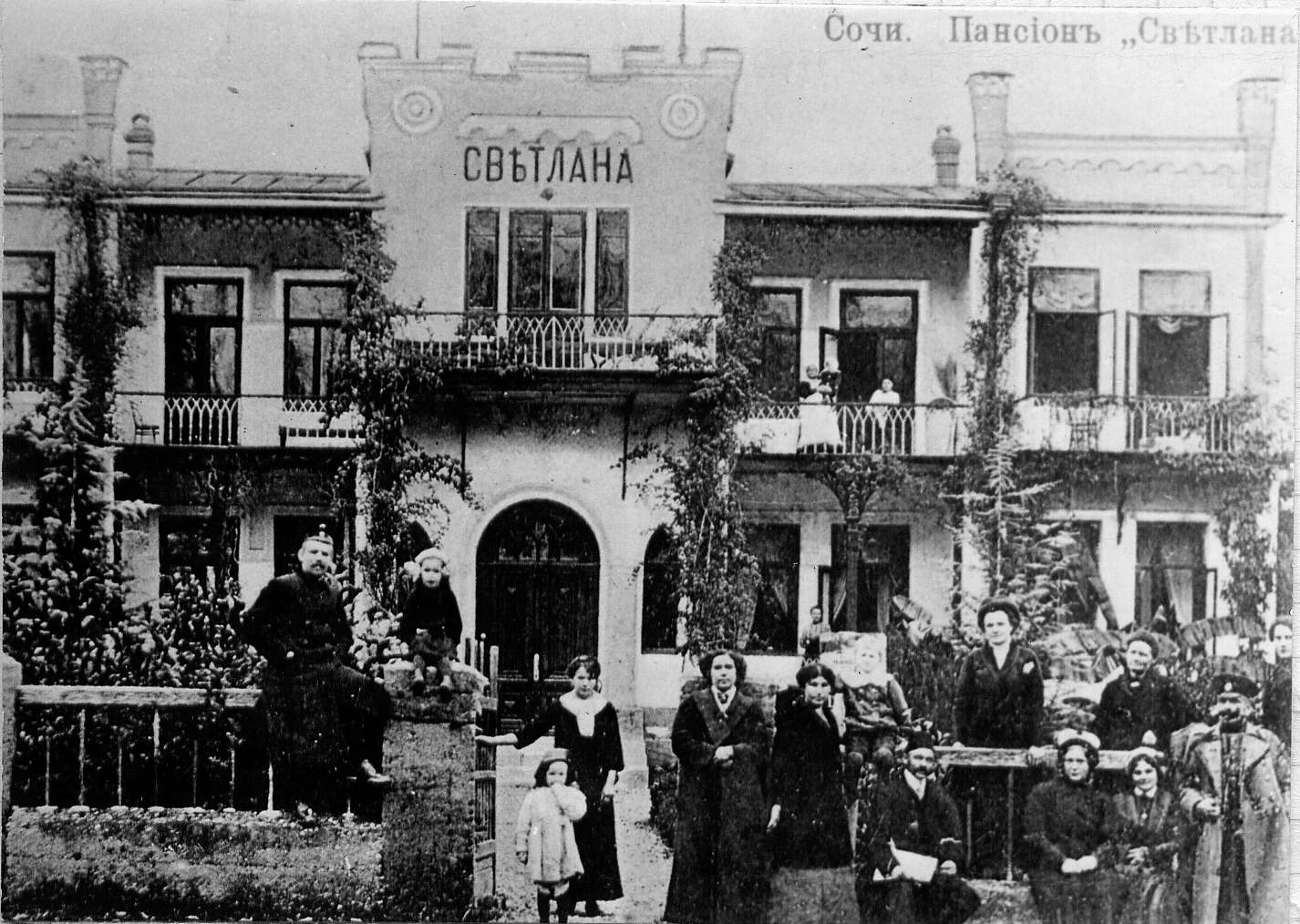
Pensión Svetlana en Sochi, 1910.

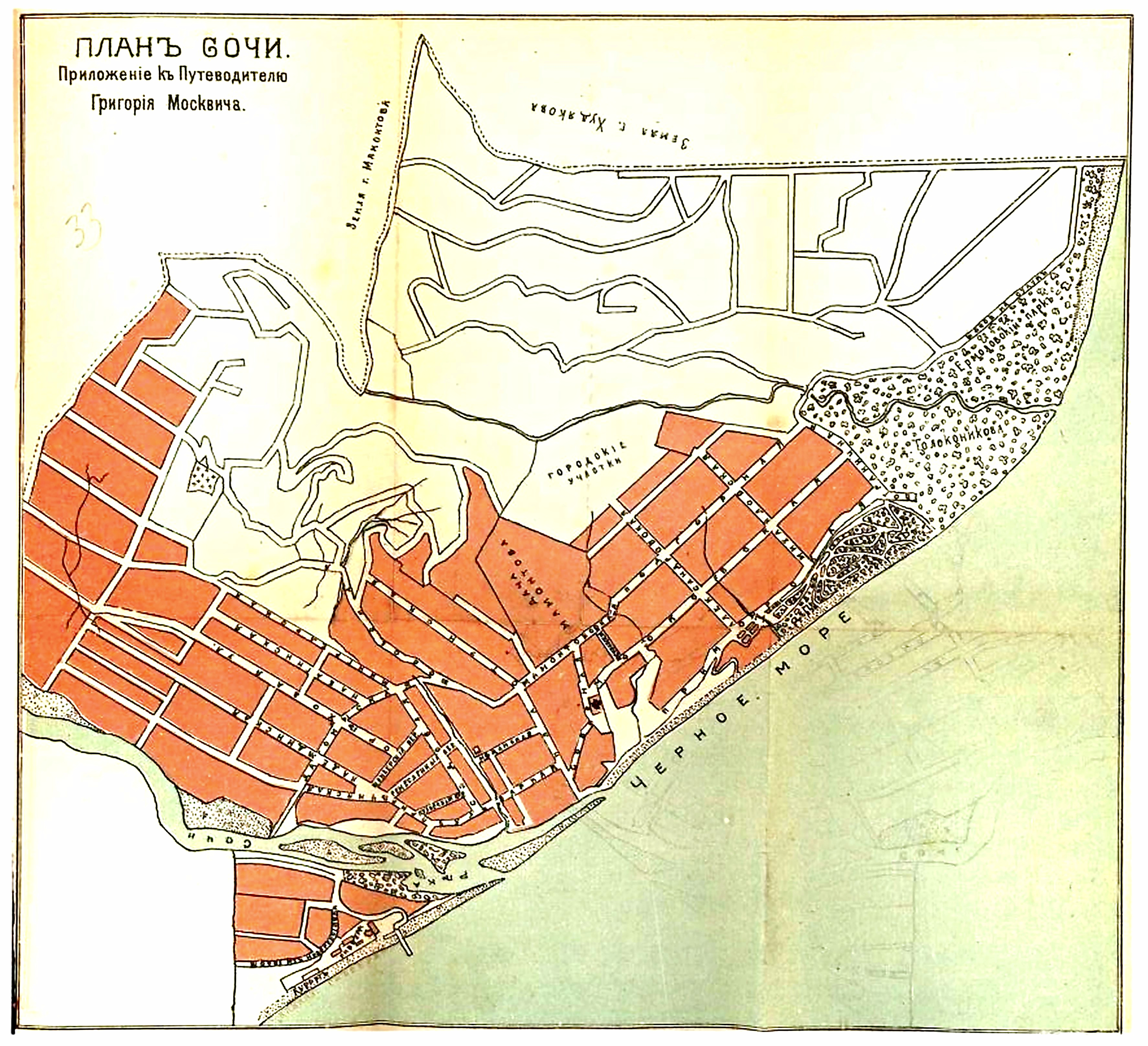
Plano de la ciudad a principios del.

Durante la guerra civil rusa, el litoral vio esporádicos enfrentamientos armados entre el Ejército Rojo, las fuerzas del Movimiento Blanco y la República Democrática de Georgia. En 1923 Sochi adquirió una de sus características más distintivas, una vía férrea que va desde Tuapsé hasta Abjasia a una o dos millas de la costa. Aunque esta rama del Ferrocarril del Cáucaso del Norte puede parecer un poco incongruente en playas y sanatorios, aún es operacional y vital para la infraestructura de transporte de la región.
Sochi fue establecido como una elegante área vacacional por Iósif Stalin, quien tenía su dacha favorita construida en la ciudad: el estudio de Stalin, completo con una estatua de cera del líder, está ahora abierto para el público. Fue en esa época que la costa se cubrió con imponentes edificios neoclásicos, ejemplificados por los opulentos sanatorios de Ródina y Ordzhonikidze. La pieza central de un periodo anterior es el Instituto Constructivista de Reumatología de Shchúsev (1927-1931). Fue centro del raión de Sochi entre 1923 y 1934. El área fue extensivamente desarrollada hasta la disolución de la Unión Soviética.

### Post URSS
Después de la pérdida por Rusia de los lugares de vacaciones tradicionalmente populares en la península de Crimea, perteneciente a Ucrania, Sochi emergió como la capital veraniega no oficial del país. Durante el mandato de Vladímir Putin, la ciudad presenció un significante incremento en las inversiones, aunque muchos vacacionistas rusos aún se inclinaban por los centros vacacionales más económicos de la vecina Abjasia o por la costa mediterránea de Turquía. Esta inversión se acrecentó por su elección en 2007 como ciudad organizadora de los Juegos Olímpicos de Invierno de 2014.

## Población
La población de Sochi ha aumentado considerablemente en los últimos 100 años. Evolución demográfica de la ciudad:
| 1897  | 1926   | 1939   | 1959    | 1979    | 1989    | 2002    | 2006    | 2007    | 2010    | 2014    | 2020    |
| ----- | ------ | ------ | ------- | ------- | ------- | ------- | ------- | ------- | ------- | ------- | ------- |
| 1.300 | 13.000 | 71.000 | 127.000 | 287.300 | 336.514 | 328.809 | 329.481 | 331.100 | 343.334 | 399.673 | 443.644 |

### Composición étnica
De los 328 809 habitantes que tenía en 2002, el 73.3 % era de etnia rusa, el 14.3 % era de etnia armenia, el 4 % era de etnia ucraniana, el 2.4 % era de etnia georgiana, el 0.9 % era de etnia adigué, el 0.8 % era de etnia griega, el 0.7 % era de etnia bielorrusa, el 0.5 % era de etnia tártara, el 0.3 % era de etnia azerí, el 0.3 % era de etnia abjasia, el 0.2 % era de etnia alemana, el 0.1 % era de etnia turca y el 0.1 % era de etnia gitana.

## División administrativa

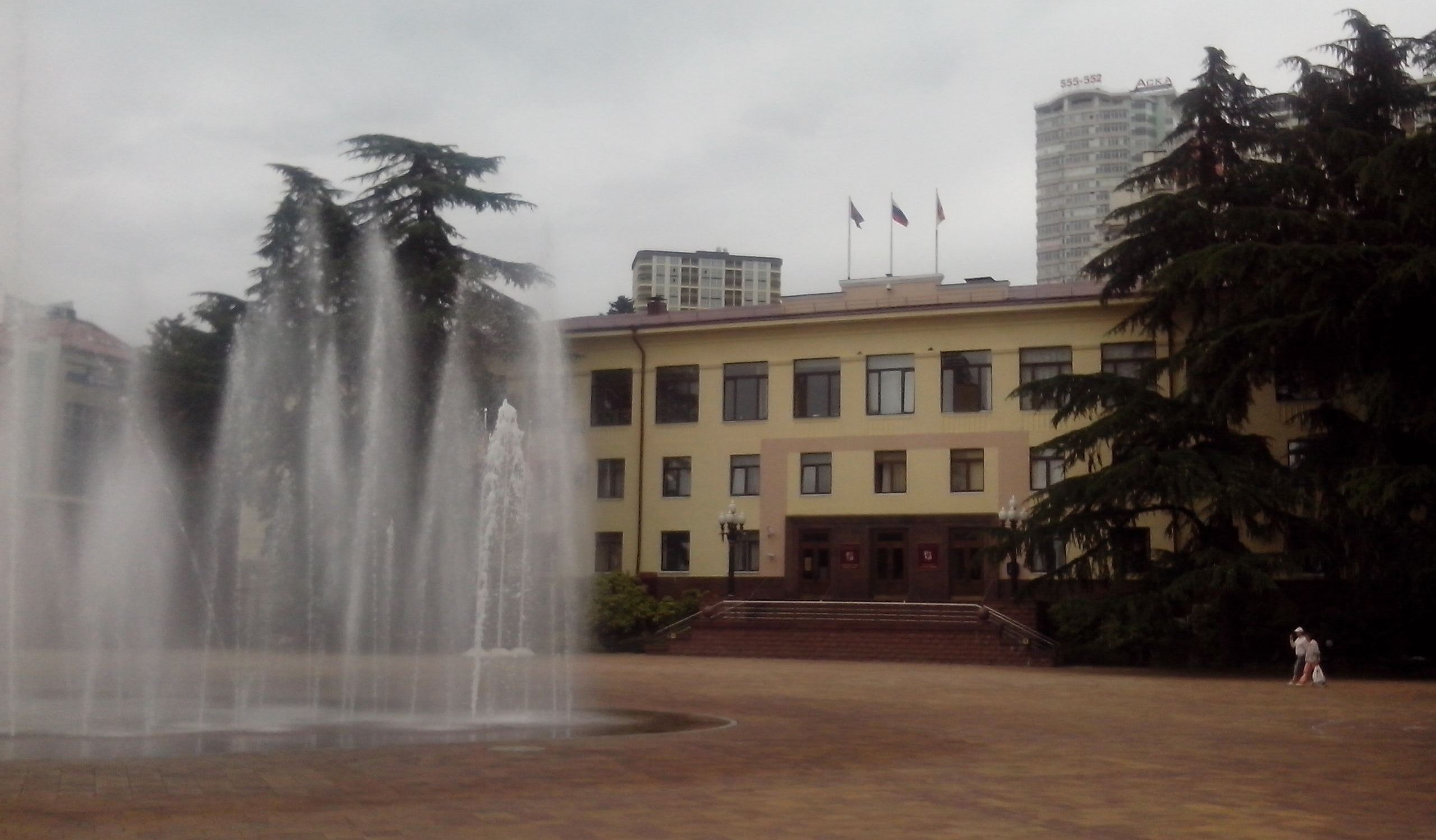
Edificio de la administración de la ciudad de Sochi.

Los microdistritos o barrios de la ciudad de Sochi se hallan divididos por cuatro distritos, Josta, Ádler, Lázarevskoye y Central. En ellos hay una parte rural y una urbana, que pertenece a la ciudad:
- Distrito Central: Bolnichni Gorodok, Vérjniaya Mamaika, Vishnióvaya, Gagárina, Donskaya, Zavokzalni, Zarechni, Mamaika, Novi Sochi, Pásechnaya, Trudá y Tsentralni.
- Distrito de Ádler: Ádler, Blínovo, Golubye Dali, Kurortni Gorodok, Nizhneimerétinskaya Bujta y Cheriómushki.
- Distrito de Josta: Svetlana, Bytja, Zviózdochka, Matsesta, Josta, Kudepsta y Mali Ajún.
- Distrito de Lázarevskoye: Ashé, Vishniovka, Vardané, Glubokaya Shchel, Golovinka, Golubaya Dacha, Dagomýs, Lázarevskoye, Loó, Luchezarni, Magri, Makopse, Mujortova Poliana, Nízhniaya Beranda, Nízhniaya Jobza, Solonikí, Tíjonovka, Uchderé, Chemitokvadzhe, Shaumiánovka, Sovet-Kvadzhe y Yákornaya Shchel.

## Clima
| Parámetros climáticos promedio de Sochi, Rusia (1991-2020). | Parámetros climáticos promedio de Sochi, Rusia (1991-2020). | Parámetros climáticos promedio de Sochi, Rusia (1991-2020). | Parámetros climáticos promedio de Sochi, Rusia (1991-2020). | Parámetros climáticos promedio de Sochi, Rusia (1991-2020). | Parámetros climáticos promedio de Sochi, Rusia (1991-2020). | Parámetros climáticos promedio de Sochi, Rusia (1991-2020). | Parámetros climáticos promedio de Sochi, Rusia (1991-2020). | Parámetros climáticos promedio de Sochi, Rusia (1991-2020). | Parámetros climáticos promedio de Sochi, Rusia (1991-2020). | Parámetros climáticos promedio de Sochi, Rusia (1991-2020). | Parámetros climáticos promedio de Sochi, Rusia (1991-2020). | Parámetros climáticos promedio de Sochi, Rusia (1991-2020). | Parámetros climáticos promedio de Sochi, Rusia (1991-2020). |
| Mes                                                         | Ene.                                                        | Feb.                                                        | Mar.                                                        | Abr.                                                        | May.                                                        | Jun.                                                        | Jul.                                                        | Ago.                                                        | Sep.                                                        | Oct.                                                        | Nov.                                                        | Dic.                                                        | Anual                                                       |
| ----------------------------------------------------------- | ----------------------------------------------------------- | ----------------------------------------------------------- | ----------------------------------------------------------- | ----------------------------------------------------------- | ----------------------------------------------------------- | ----------------------------------------------------------- | ----------------------------------------------------------- | ----------------------------------------------------------- | ----------------------------------------------------------- | ----------------------------------------------------------- | ----------------------------------------------------------- | ----------------------------------------------------------- | ----------------------------------------------------------- |
| Temp. máx. abs. (°C)                                        | 24.4                                                        | 25.5                                                        | 31.0                                                        | 35.7                                                        | 37.7                                                        | 39.2                                                        | 42.4                                                        | 40.5                                                        | 37.0                                                        | 33.1                                                        | 30.1                                                        | 25.5                                                        | 42.4                                                        |
| Temp. máx. media (°C)                                       | 11.9                                                        | 12.4                                                        | 15.7                                                        | 20.0                                                        | 23.2                                                        | 27.4                                                        | 29.6                                                        | 30.6                                                        | 27.2                                                        | 23.7                                                        | 18.6                                                        | 13.0                                                        | 21.8                                                        |
| Temp. media (°C)                                            | 8.3                                                         | 9.5                                                         | 11.6                                                        | 16.3                                                        | 20.1                                                        | 23.9                                                        | 25.7                                                        | 26.3                                                        | 23.5                                                        | 19.2                                                        | 14.4                                                        | 11.3                                                        | 16.7                                                        |
| Temp. mín. media (°C)                                       | 5.8                                                         | 6.7                                                         | 8.6                                                         | 12.0                                                        | 16.3                                                        | 19.4                                                        | 21.0                                                        | 22.7                                                        | 18.9                                                        | 14.1                                                        | 11.5                                                        | 7.7                                                         | 14.6                                                        |
| Temp. mín. abs. (°C)                                        | -6.4                                                        | -4.6                                                        | -2.0                                                        | 2.0                                                         | 5.0                                                         | 9.1                                                         | 13.6                                                        | 14.4                                                        | 9.7                                                         | 6.2                                                         | -1.4                                                        | -3.3                                                        | -6.4                                                        |
| Precipitación total (mm)                                    | 177                                                         | 134                                                         | 133                                                         | 109                                                         | 107                                                         | 95                                                          | 120                                                         | 106                                                         | 140                                                         | 177                                                         | 175                                                         | 178                                                         | 1651                                                        |
| Nevadas (cm)                                                | 1                                                           | 1                                                           | 0                                                           | 0                                                           | 0                                                           | 0                                                           | 0                                                           | 0                                                           | 0                                                           | 0                                                           | 0                                                           | 0                                                           | 2                                                           |
| Días de lluvias (≥ 1 mm)                                    | 19                                                          | 18                                                          | 18                                                          | 18                                                          | 16                                                          | 14                                                          | 11                                                          | 10                                                          | 13                                                          | 15                                                          | 17                                                          | 20                                                          | 189                                                         |
| Días de nevadas (≥ 1 mm)                                    | 6                                                           | 6                                                           | 3                                                           | 0.3                                                         | 0                                                           | 0                                                           | 0                                                           | 0                                                           | 0                                                           | 0                                                           | 1                                                           | 4                                                           | 20.3                                                        |
| Horas de sol                                                | 96                                                          | 105                                                         | 145                                                         | 161                                                         | 221                                                         | 258                                                         | 279                                                         | 281                                                         | 226                                                         | 195                                                         | 121                                                         | 86                                                          | 2174                                                        |
| Humedad relativa (%)                                        | 73                                                          | 72                                                          | 72                                                          | 75                                                          | 79                                                          | 79                                                          | 79                                                          | 78                                                          | 76                                                          | 76                                                          | 74                                                          | 72                                                          | 75.4                                                        |
| Fuente n.º 1: Погода и климат                               |                                                             |                                                             |                                                             |                                                             |                                                             |                                                             |                                                             |                                                             |                                                             |                                                             |                                                             |                                                             |                                                             |
| Fuente n.º 2: NOAA (Horas de sol, 1961-1990)                |                                                             |                                                             |                                                             |                                                             |                                                             |                                                             |                                                             |                                                             |                                                             |                                                             |                                                             |                                                             |                                                             |

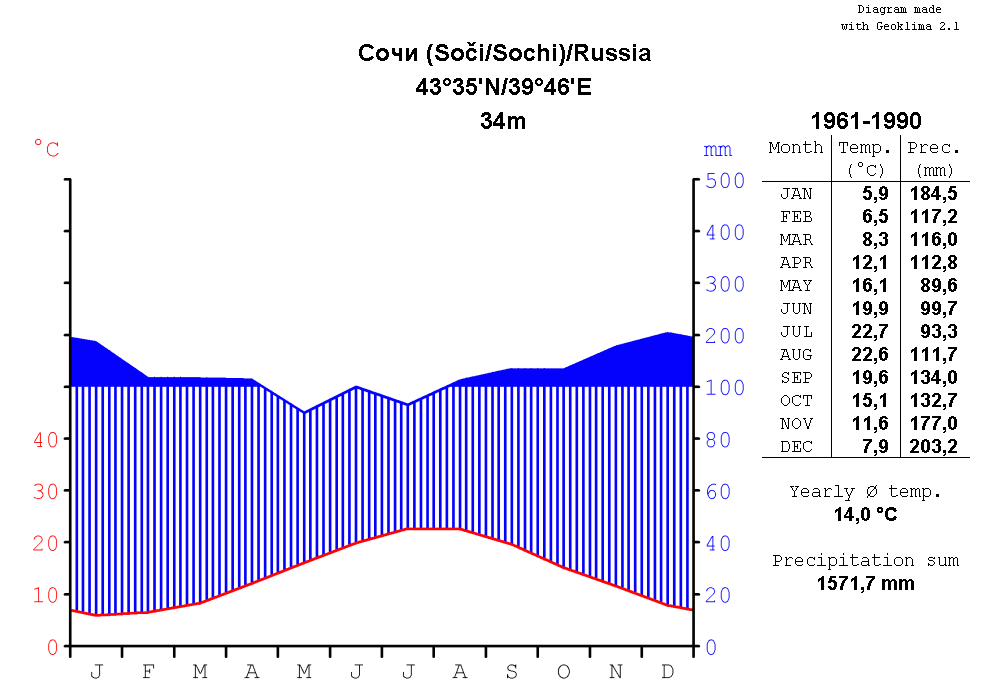
Diagrama de clima (1961-1990).

Sochi tiene un clima húmedo templado-subtropical (su clasificación climática de Köppen es Cfa) en los puntos menos elevados, con las temperaturas en invierno rara vez cayendo demasiado y con la temperatura invernal promedio de 6 °C (42,8 °F). La temperatura promedio durante el verano oscila entre los 25 °C (77 °F) y los 28 °C (82,4 °F) con olas de calor extremas ocasionales en algunas zonas interiores excediendo los 40 °C (104 °F). La precipitación anual promedio es de 1700 mm.

## Deporte

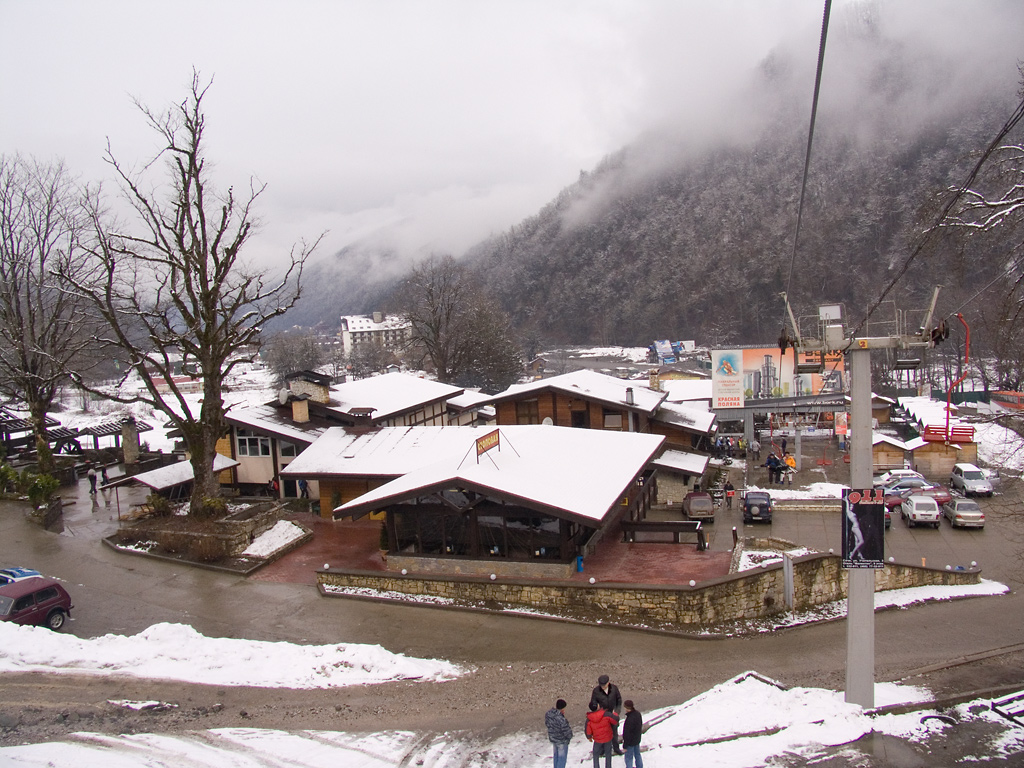
Centro de esquí de Krásnaya Poliana.

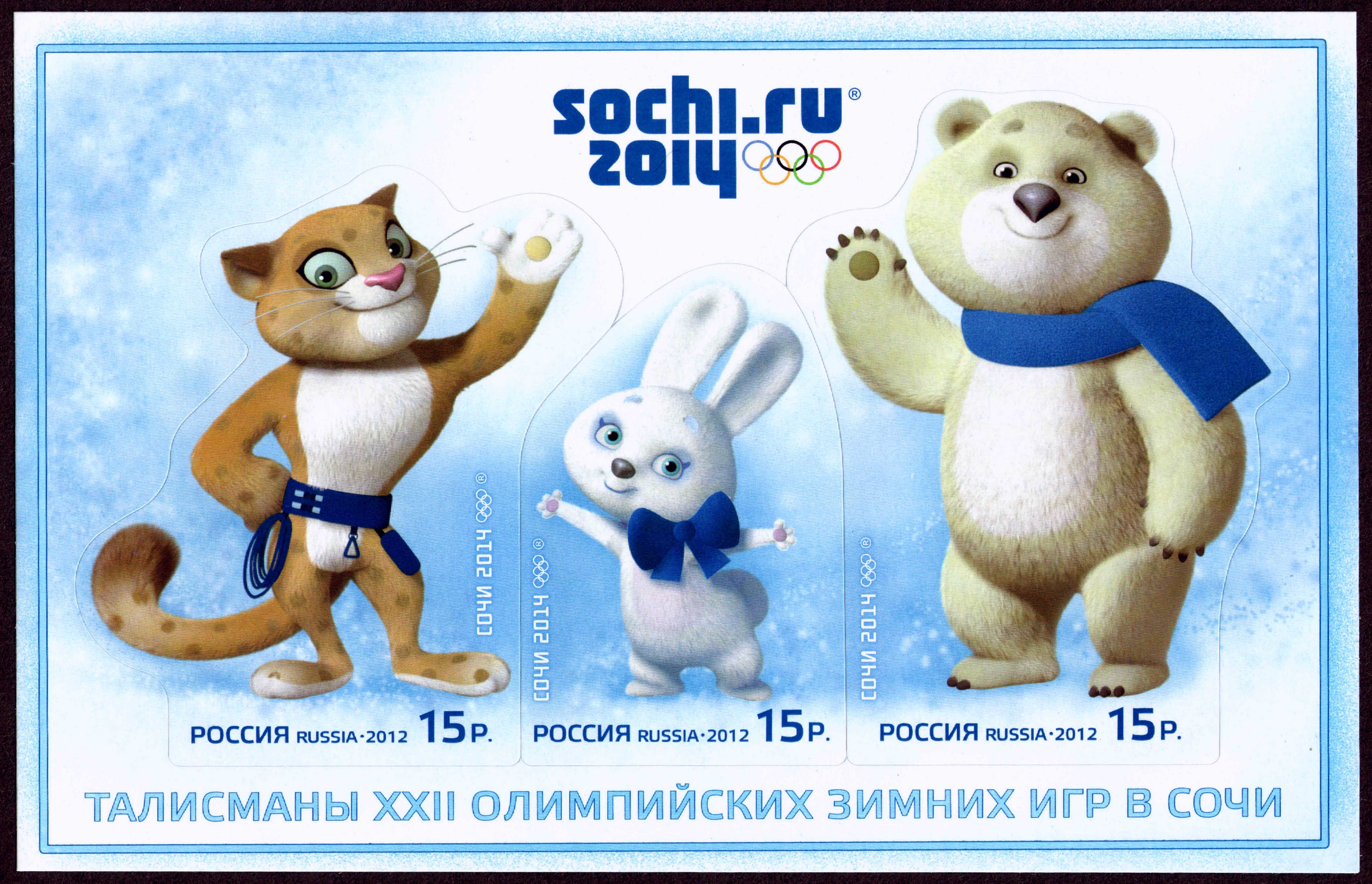
Sellos conmemorativos de los Juegos Olímpicos de Invierno de Sochi 2014. Correos de Rusia.

El club de fútbol de Sochi es PFC Sochi que juega en el estadio Fisht y compite en la Liga Premier.
- Otros clubes son HC Sochi

Sochi es también conocida por sus instalaciones deportivas, una escuela de tenis local ayudó en el inicio de las carreras de deportistas tan notables como María Sharápova (la campeona de Grand Slam, que se mudó a Florida a la edad de siete años) y Yevgueni Káfelnikov (que pasó gran parte de su niñez en Sochi). En 2005, la Unión de Fútbol de Rusia anunció que estaba planeando establecer un centro de entrenamiento para la selección nacional en Sochi. Uno de los mayores incentivos fue el clima cálido de la ciudad.
En las montañas cercanas a Sochi se encuentra algunos centros de esquí de importancia como Krásnaya Poliana.
En 2007, Sochi fue elegida en Guatemala para albergar los Juegos Olímpicos de Invierno de 2014. Estos juegos se llevaron a cabo en febrero de 2014, y fueron inaugurados por el jefe de Estado, Vladímir Putin. Para la cita olímpica se presentaron más de 2900 atletas de 88 países. Con 50 000 millones de dólares de presupuesto, fueron los Juegos Olímpicos más caros de la historia.
A partir de 2014 también se disputa en Sochi pruebas del Campeonato Mundial de Fórmula 1. La ciudad albergará hasta 2020 el Gran Premio de Rusia.
En 2017, Sochi fue una de las sedes de la Copa Confederaciones 2017 y de la Copa Mundial de Fútbol de 2018, a jugarse en Rusia.
| Predecesor: Vancouver | Ciudad Olímpica 2014 | Sucesor: Pieonchang |

### Campeonato Mundial de Fútbol-2018
Después de los Juegos Olímpicos el principal estadio olímpico de la ciudad, el Fisht, fue cerrado por reconstrucción ya que Sochi quedó seleccionada entre las 11 ciudades anfitriones del Mundial. Ahora el estadio reúne todos los requisitos de la FIFA para acoger los partidos internacionales.
La ciudad fue sede de 6 juegos del Campeonato Mundial de Fútbol-2018:
- 15.06 / 21:00 Portugal – España
- 18.06 / 18:00 Bélgica – Panamá
- 23.06 / 18:00 Alemania – Suecia
- 26.06 / 17:00 Australia – Perú
- 30.06 / 19:00 Partido de ⅛ de final, Uruguay - Portugal
- 07.07 / 19:00 Partido de ¼ de final, Rusia - Croacia.

Para los aficionados del fútbol, en la plaza Yuzhni Mol del Puerto Marítimo de Sochi, se celebró el festival de hinchas durante todo el Mundial. El recinto se dividió en varias zonas: para los espectadores, para la exposición de socios comerciales y patrocinadores, zona técnica. Se aseguró el acceso para las personas con diversidad funcional. Además, el recinto contó con un escenario, la pantalla para transmitir los juegos, bares y restaurantes, parque infantil y puntos de información.

## Cultura

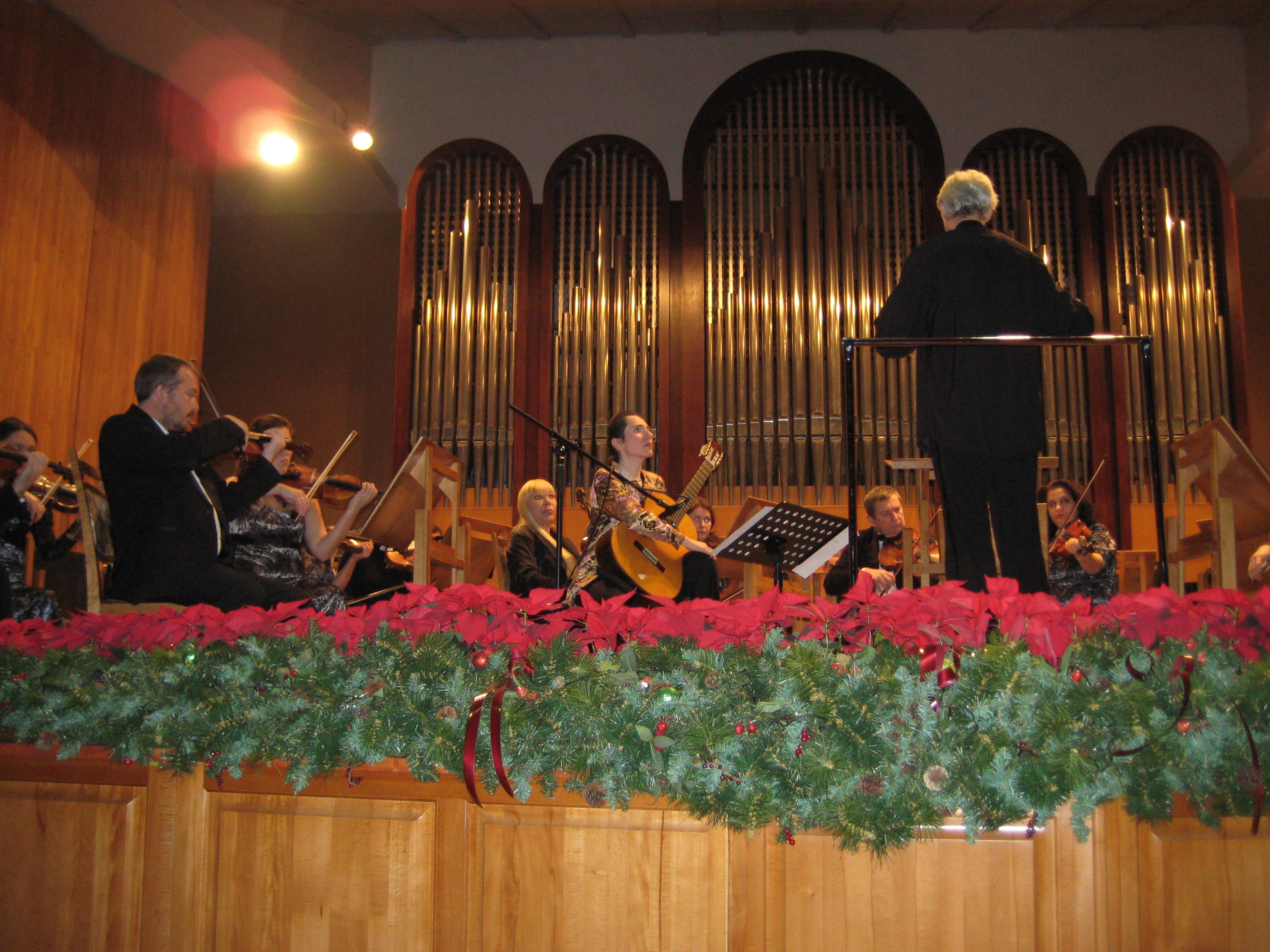
La Orquesta Sinfónica de Sochi bajo la dirección de Oleg Soldátov con la guitarrista austriaca Johanna Beisteiner durante un concierto en la Sala de Música de Cámara y Órgano (13 de diciembre de 2013).

Sochi tiene una rica vida cultural. Algunas de las principales atracciones y lugares son:
- Teatro de Invierno
- Teatro de Verano
- Sala de Música de Cámara y Órgano, en la que actúa la Orquesta Sinfónica de Sochi.
- Festival de Cine Ruso de Sochi
- El circo de Sochi
- Festival de moda de Sochi
- Museo de Arte de Sochi
- Museo etnográfico de Sochi
- Museo literario a la memoria de N. A. Ostrovski
- Oceanario de Sochi
- Instituto de Investigación de Silvicultura de Montaña y Dendrarium de Sochi

## Religión

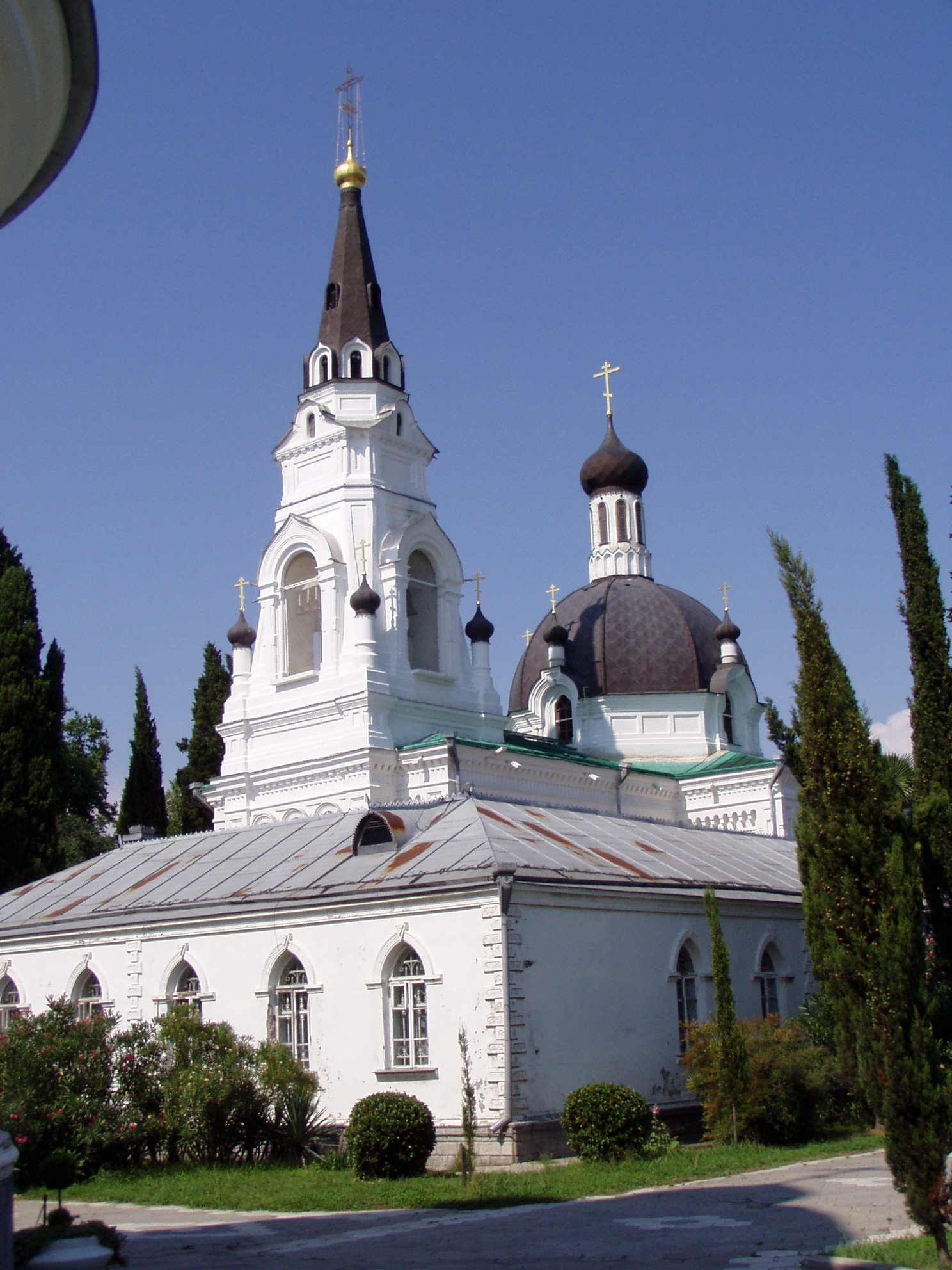
Iglesia de San Miguel Arcángel.

En la localidad hay unas treinta iglesia ortodoxas rusas, entre las que cabe destacar la iglesia de San Miguel Arcángel y la iglesia de San Vladímir. En el territorio de la ciudad también hay templos de la Iglesia ortodoxa griega, de la Iglesia ortodoxa georgiana, de la Iglesia ortodoxa serbia.
En la localidad hay iglesias católicas como la iglesia de los Apóstoles Simón y Tadeo (armenios) y otras para los ucranianos, bielorrusos que practican esta religión.
La mayor parte de la población armenia de la ciudad es creyente de la Iglesia apostólica armenia. La ciudad es sede de un obispado de esta iglesia.
La comunidad musulmana (adigué, shapsug, cabardinos) cuenta con una mezquita en Tjagapsh y en 2008 con patrocinio de los Emiratos Árabes Unidos se planteaba la construcción de otra en Bytja.
En 2008 se planteó la construcción de una sinagoga en Sochi y un Centro Hebreo para la comunidad judía del mar Negro.
En la ciudad hay comunidades protestantes como baptistas, evangélicos, adventistas del Séptimo Día, Iglesia Nueva Apostólica y otras.

## Educación

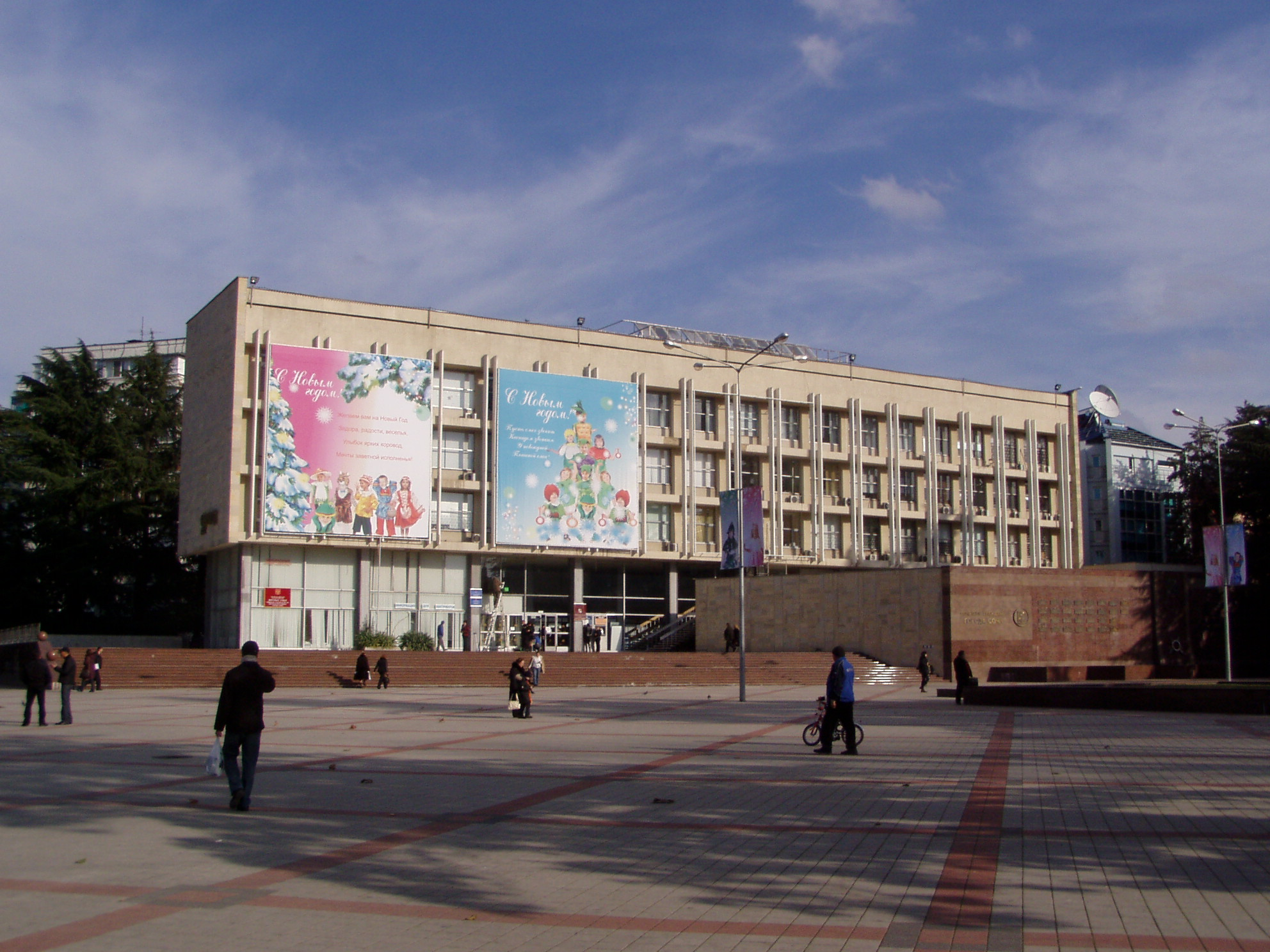
Antigua sede de la Universidad Estatal de Sochi.

En la localidad hay filiales de las universidades federales. Como instituciones con sede en Sochi cabe destacar la Universidad Estatal de Sochi.
La localidad cuenta con varias bibliotecas, como la Biblioteca Central Urbana. Entre las más antiguas está la Biblioteca A. S. Pushkin.

## Economía

### Turismo
La actividad económica básica de la ciudad es el alojamiento y servicios de turismo por las playas y montañas de los alrededores. En la localidad y a lo largo de la costa hay numerosos hoteles, sanatorios y establecimientos relacionados con el ocio turístico. La actividad turística promueve la profusión de bares, centros de recreo, parques acuáticos, muelles para el atraque de embarcaciones privadas.

### Industria alimentaria y agricultura
Por otro lado es importante el desarrollo de la industria alimentaria y de transformación. En el territorio de la localidad cabe destacar la industria cárnica de Sochi (fundada en 1937), la fábrica de conservas de pescado de Sochi, la granja avícola de Ádler (fundada en 1950, las piscifactorías de Kazachi Brod (fundadas en 1964), la granja avícola y ganadera OOO Pérepel, la fábrica de té de Dagomys (fundada en 1939), el astillero de Lázarevskoye, industria de reparación mecánica, una fábrica de materiales de construcción, y la panificadora de Sochi (en Gagárina, fundada en 1937). En la periferia de la localidad se desarrolla la agricultura hortícola y de frutales, la silvicultura y la apicultura.

### Finanzas
En la localidad hay una sección de Sberbank y filiales de otros bancos como Rosseljovbank, Gazprombank, Kuzbassbiznesbank, Rosenergobank, Rusfinans Bank, Moskomprivatbank, Uralsib, Sobinbank y oficinas de otros bancos. Es uno de los centros de operaciones de Finam Holdings.

## Transporte
Sochi es un gran nudo de transporte del sur de Rusia. En el microdistrito de Ádler se halla el Aeropuerto Internacional de Sochi y varias estaciones de ferrocarril (las principales son la Estación de Sochi y la Estación de Ádler).
El transporte urbano se lleva a cabo con marshrutkas, taxis y la red de autobuses de Sochi. En época soviética existía un servicio de transporte interno en helicóptero desde el aeropuerto a Krásnaya Poliana y Aíbga.
Con ocasión de los Juegos Olímpicos de Invierno de Sochi 2014 se desarrolló y modernizó la red del tren eléctrico de la localidad y se construyó una carretera de circunvalación que enlaza con la carretera M27.
En la localidad hay dos funiculares y tres teleféricos.

## Galería

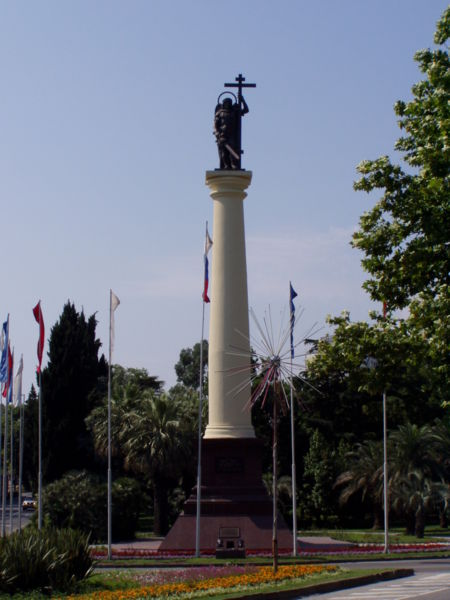
Monumento de San Miguel Arcángel
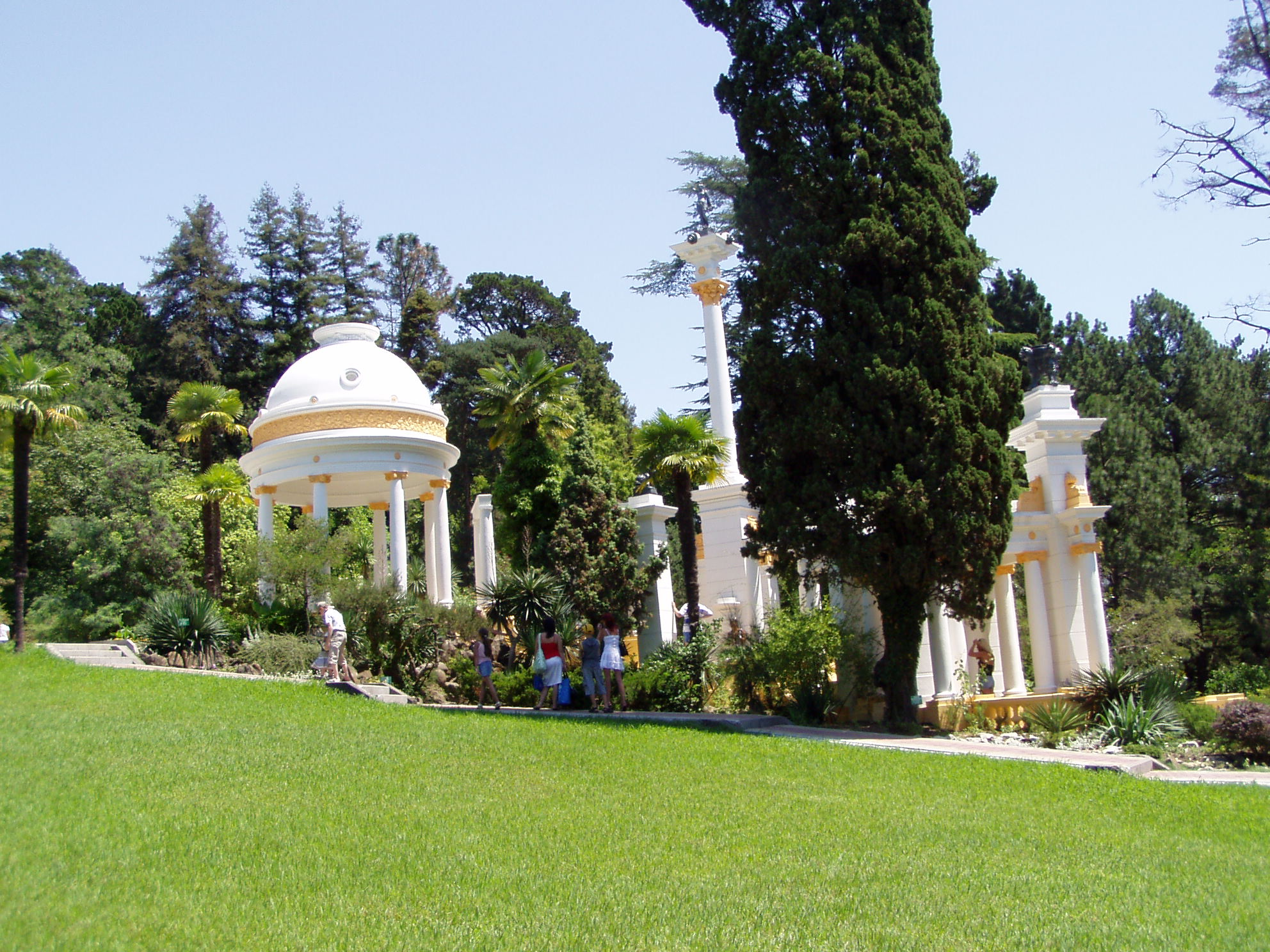
Dendrarium de Sochi
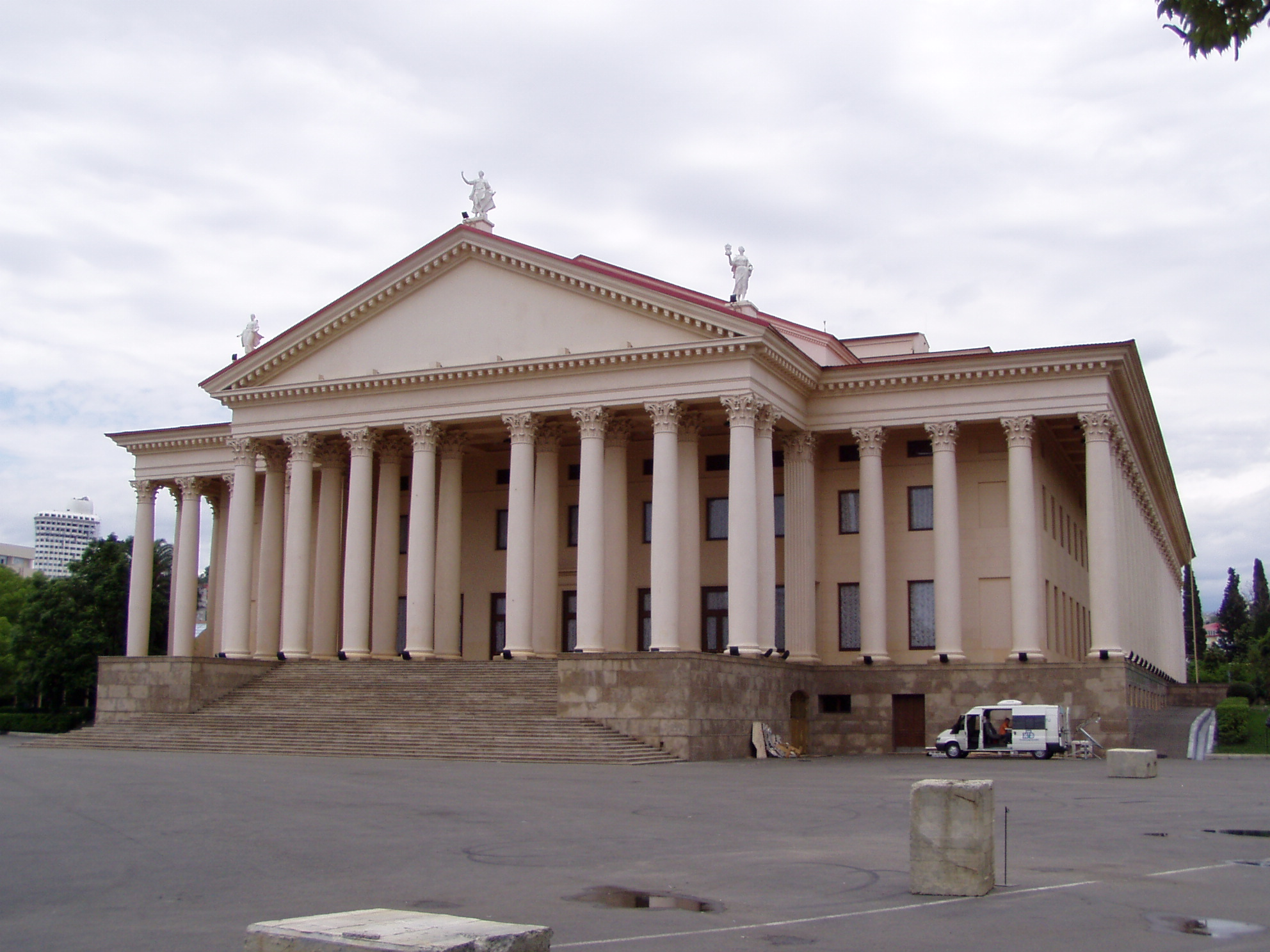
Teatro de Invierno (Zímniy).
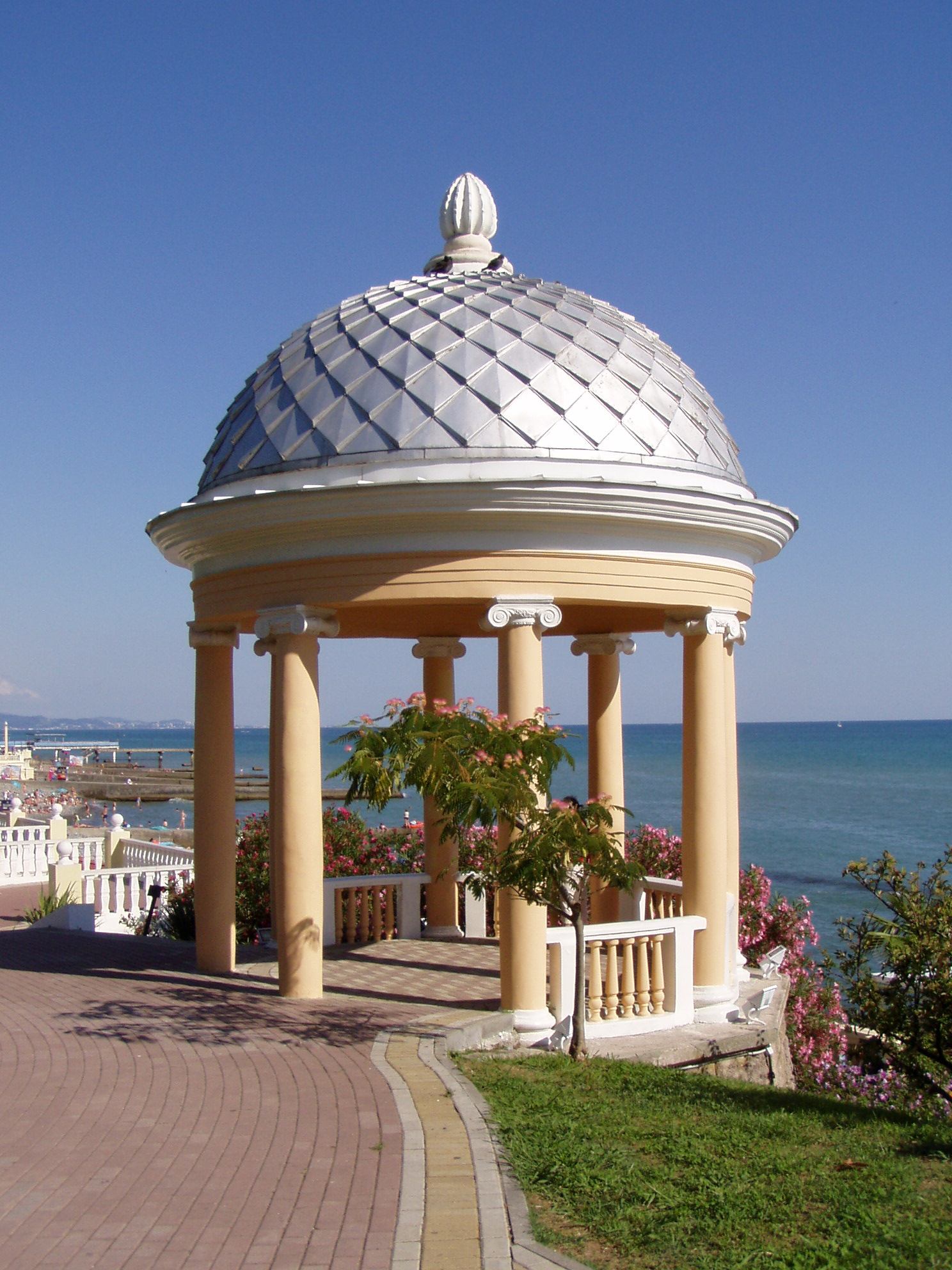
Playa Arbour en Sochi
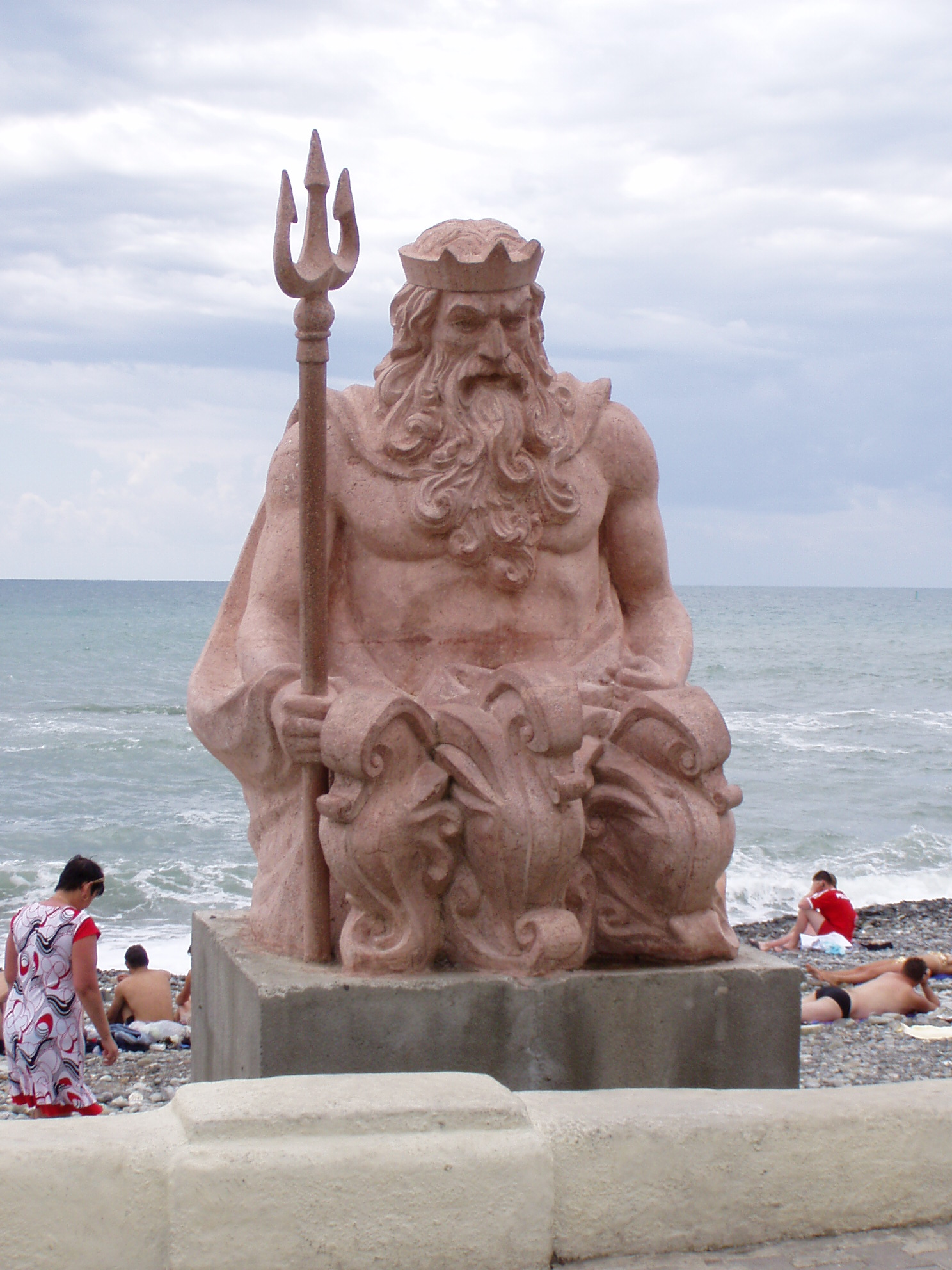
Neptuno
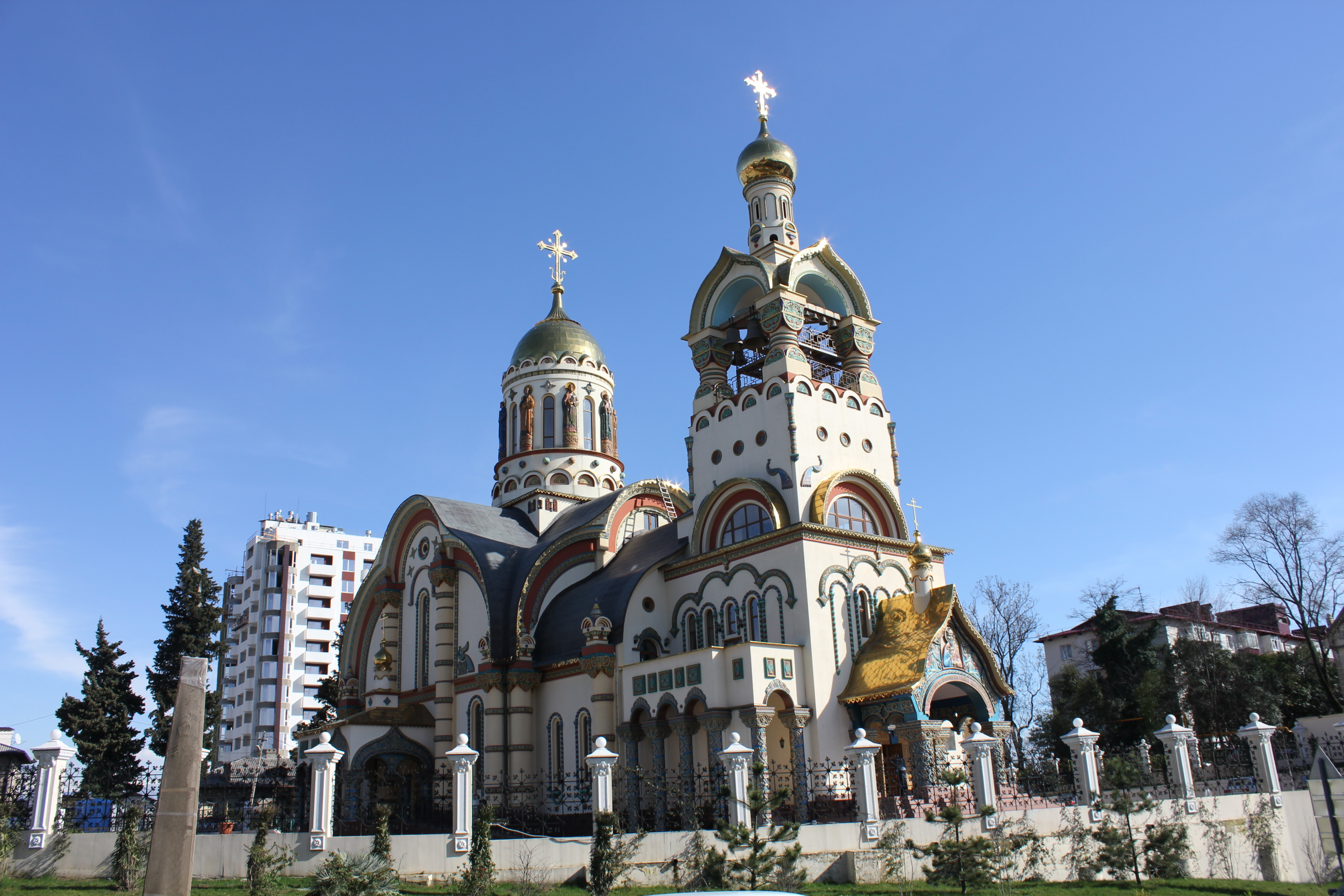
Iglesia de San Vladímir.
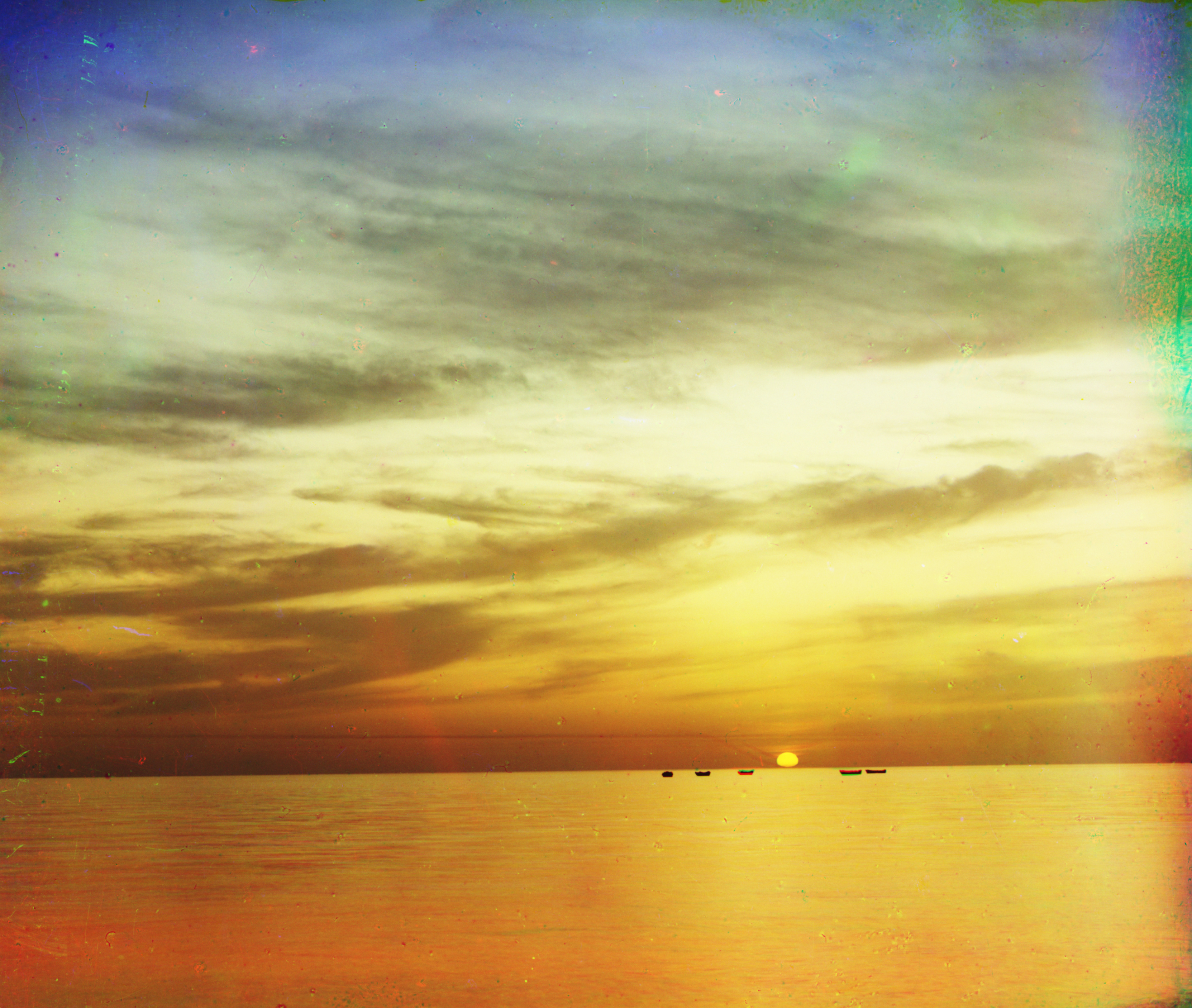
Vista del mar Negro desde Sochi.

## Hermandad
Sochi está hermanada con:
- Cheltenham[14]
- Espoo[15]
- Kerch
- Long Beach[16]
- Menton[17]
- Pärnu[18]
- Rímini[19]
- Trebisonda[18]
- Volos[20]
- Weihai[18]